# NBC有田ラジオ中継局
NBC有田ラジオ中継局（エヌビーシーありたラジオちゅうけいきょく）は、佐賀県西松浦郡有田町にある長崎放送佐賀放送局（通称：NBCラジオ佐賀）の中継局である。

## 概要
- 当中継局は、有田町岩谷川内字岩開に置かれ、有田町内等へ電波を発射している。
- 2024年2月5日より中継局の運用を休止・停波中。FM放送局転換への実証実験として行われている。
  - NHK佐賀局とエフエム佐賀はFMラジオ放送の有田中継局を設置しているが、NBCは有田町にFM補完中継局を設置していない。
  - 当中継局の放送波でNBCラジオを聴いていた聴取者は、佐賀中継局のFM波（93.5MHz）か、佐世保中継局のAM波（1098kHz）や、佐世保FM補完中継局（90.6MHz）、radikoインターネット配信等への移行が必要になる。

## 中継局概要
| 放送局名                               | 周波数  | 空中線電力 | 放送対象地域 | 放送区域内世帯数 | 備考       |
| 長崎放送佐賀放送局 通称｢NBCラジオ佐賀｣ | 1458kHz | 100W       | 佐賀県       | 約-世帯          | 運用休止中 |

## 開局年月日
- 1996年（平成8年）3月19日　
  - 当時、世界・焱の博覧会の開催前であったためそれと合わせての開局となった。

## 中継局所在地
- 西松浦郡有田町字岩開2525-4（有田町役場東庁舎南方）